# Joseph Groussard
Joseph Groussard (La Chapelle-Janson, 2 marzo 1934) è un ex ciclista su strada francese.
Professionista dal 1954 al 1967, vinse la Milano-Sanremo nel 1963 (corsa di cui è il più anziano vincitore vivente) e una tappa al Tour de France.
Anche suo fratello Georges, con il quale corse spesso nella stessa formazione, fu un ciclista professionista, così come suo nipote Eric che però non approdò al professionismo. 
Diventerà anche suocero di Philippe Delibard, ciclista anch'egli e poi dirigente sportivo.

## Carriera
Nella sua carriera corse per nove volte il Tour de France portando sempre a termine la prova. Nel 1959 conquistò la sua unica affermazione di tappa nella Grande Boucle aggiudicandosi la volata finale sugli Champs-Élysées davanti agli italiani Arrigo Padovan e Dino Bruni.
Oltre alla vittoria di tappa, già menzionata, indossò la maglia gialla, simbolo del primato in classifica generale, per un giorno nel Tour de France 1960. Groussard conquistò la maglia nella terza frazione che prevedeva l'arrivo a Dieppe strappandola a Gastone Nencini, poi vincitore di quell'edizione, e la cedette il giorno dopo, a favore del connazionale Henry Anglade. Nell'edizione del 1965, fu invece Lanterne Rouge ossia l'ultimo classificato.
Nel 1961 vinse il Grand Prix du Midi Libre, breve corsa a tappe francese in genere usata come prova di avvicinamento al Tour, e fu secondo dietro Jacques Anquetil alla Parigi-Nizza, dove però si aggiudicò la quarta frazione. La stagione seguente vinse altre due brevi corse a tappe francesi la Quatre Jours de Dunkerque e il Critérium National.
Nel 1963 alla Milano-Sanremo entrò nella fuga che caratterizzò la gara, composta da più di venticinque corridori fra i quali gli italiani Graziano Battistini, Gastone Nencini, Nino Defilippis, Franco Balmamion, Vittorio Adorni ed il britannico Tom Simpson. Il drappello di uomini riuscì a guadagnare diversi minuti sul resto del gruppo e sul Capo Berta la corsa esplose; davanti rimasero in sei: Groussard, Wolfshohl, Schroeders, Balmamion, Adorni e Bocklant. I sei iniziarono insieme la salita del Poggio ma, strada facendo, sotto gli attacchi di Wolfshohl, i due italiani si staccarono e anche Bocklant non tenne il passo. Davanti scollinarono in tre: Groussard, Wolfshohl e Schroeders; quest'ultimo però perse la scia degli altri due in discesa a causa di una sbandata. I due, rimasti soli, si diedero battaglia fin sulla linea del traguardo e solo al fotofinish la vittoria andò a Groussard.
Nel 1966 ottenne un ultimo piazzamento in una classica chiudendo al secondo posto, dietro Jan Janssen, la Bordeaux-Parigi.

## Palmarès
- 1953

Prix des Angevines
- 1954

Grand Prix de Nantes
- 1955

Grand Prix de l'Equipe - Parigi-Tours Amateur
3ª tappa Circuit des Ardennes
- 1956

7ª tappa, 2ª semitappa Tour du Sud-Est
- 1957

Parigi-Camembert
- 1958

Grand Prix Saint Raphael
Circuit des Boucles de la Seine
- 1959

22ª tappa Tour de France
Genova-Nizza
Grand Prix de Monaco
6ª tappa Tour du Sud-Est
- 1960

Parigi-Camembert
Circuit de l'Indre
1ª tappa Tour de Champagne
- 1961

1ª tappa Grand Prix du Midi Libre
Classifica generale Grand Prix du Midi Libre
Circuit des Boucles de la Seine
Etoile du Léon - Landivisiau
3ª tappa Parigi-Nizza
4ª tappa Quatre Jours de Dunkerque
3ª tappa Tour de Champagne
- 1962

Classifica generale Critérium National
Classifica generale Quatre Jours de Dunkerque
Circuit des Boucles de la Seine
Grand Prix de Locle
3ª tappa Tour du Sud-Est
- 1963

Milano-Sanremo
- 1964

Grand Prix d'Anthibes
- 1965

Bordeaux-Saintes

### Altri successi
- 1954

Pont l'Abbé
- 1957

Grand Prix de Fougeres (Criterium)
Criterium di Locmalo
- 1958

Grand Prix de Fougeres (Criterium)
Criterium di Fourgeres
Criterium di Saint-Brieuc
- 1959

Criterium di Miniac-Morvan
Criterium di Nantes
Criterium di Saint-Georges de Chesné
Criterium di Plumeliau
Criterium di Hennebont
- 1960

Prix Martini - Felletin (Criterium)
Criterium di Pontivy
- 1961

Challenge de France
Grand Prix du Parisien (Cronosquadre)
Grand Prix de la Ville d'Issoire (Criterium)
Tour du Centre Var-Souvenir Patrick - Bignoles (Criterium)
Criterium di Saint-Georges de Chesné
Criterium di Mur-de-Bretagne
- 1962

Prestige Pernod
Challenge Sedis
Critérium cycliste international de Quillan - Quillan (Criterium)
Criterium di Saint-Claud
Criterium di Oradour-sur-Glane
Criterium di Minac-Morvan
Criterium di Saint-Brieuc
Criterium di Rousies
- 1963

Criterium di Pontivy
- 1964

Grand Prix de Fougeres (Criterium)
Fleche Auxerroise - Auxerre (Criterium)
Criterium di Hénon
Criterium di Chateaugiron
Criterium di La Chapelle-Janson
Criterium di Loirent
Criterium di Minac-Morvan
Criterium di Saint-Brieuc
- 1965

Criterium di Saint-Georges de Chesné
Criterium di Pontivy
Criterium di Montmorillon
Criterium di Loctudy
- 1966

Criterium di Saint-Georges de Chesné
Criterium di Craon
Criterium di Faouet
- 1968 (amatori)

Ronde Mayennaise - Laval (Criterium)

## Piazzamenti

### Grandi Giri
- Tour de France

1957: 42º
1958: 25º
1959: 56º
1960: 52º
1961: 45º
1962: 57º
1963: 65º
1964: 74º
1965: 96º

### Classiche monumento
- Milano-Sanremo

1958: 10º
1960: 25º
1961: 12º
1963: vincitore
1964: 29º
1965: 83º
- Giro delle Fiandre

1957: 76º
1958: 52º
1960: 66º
1963: 18º
1964: 45º
1965: 20º
- Parigi-Roubaix

1957: 9º
1959: 16º
1960: 20º
1961: 31º
1962: 42º
1963: 39º
1964: 20º
- Giro di Lombardia

1958: 65º
1959: 21º
1960: 81º
1961: 41º

### Competizioni mondiali
- Campionati del Mondo

Berna 1961 - In linea: ?
Salò 1962 - In linea: ?
Ronse 1963 - In linea: 23
San Sebastián 1965 - In linea: 22º